# Блекфут (Ајдахо)
Блекфут (енгл. Blackfoot) град је у америчкој савезној држави Ајдахо.

## Демографија
По попису из 2010. године број становника је 11.899, што је 1.48 (14,2%) становника више него 2000. године.
| Група             | 2000.         | 2010.         |
| Белци             | 8.540 (82,0%) | 9.068 (76,2%) |
| Афроамериканци    | 22 (0,2%)     | 40 (0,3%)     |
| Азијати           | 114 (1,1%)    | 125 (1,1%)    |
| Хиспаноамериканци | 1.372 (13,2%) | 2.192 (18,4%) |
| Укупно            | 10.419        | 11.899        |